# Свободен
Свободен е село в Южна България. То се намира в община Раднево, област Стара Загора.